# Jørn Utzon

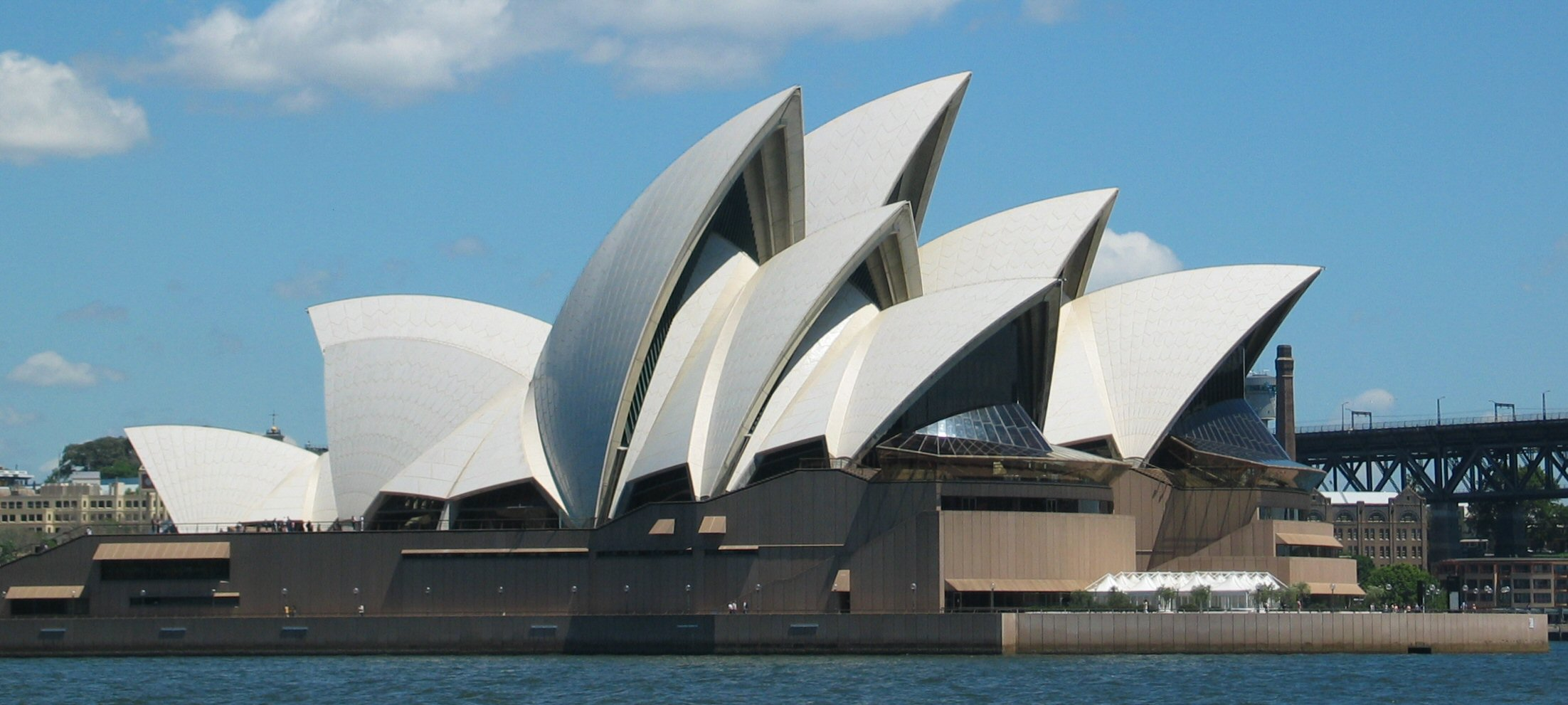
Nhà hát Opera Sydney

Jørn Utzon (sinh ngày 9 tháng 4 năm 1918, mất ngày 29 tháng 11 năm 2008. tại Copenhagen, Đan Mạch) là một kiến trúc sư nổi tiếng toàn thế giới với công trình để đời: Nhà hát Opera Sydney.
Năm 1957, ông bất ngờ thắng cuộc thi thiết kế Nhà hát Opera Sydney, Úc, bất kể đây là một cuộc thi kiến trúc quốc tế đầu tiên mà Utzon tham gia và phương án dự thi của ông không đạt những tiêu chuẩn mà ban tổ chức đề ra. Bản vẽ mà ông đệ trình không hơn gì một bản vẽ sơ phác. Thậm chí, người ta đã loại phương án dự thi của Utzon cho đến khi kiến trúc sư Eero Saarinen tìm thấy và thốt lên "Đây là cái mà chúng ta cần".
Dần dần theo thời gian, Utzon thay đổi một vài ý tưởng trong bản thiết kế gốc của ông và phát triển về phương pháp xây dựng vỏ mái của hai phòng biểu diễn chính, thay thế ý tưởng nguyên gốc là vỏ sò hình elip với thiết kế mới dựa trên những mặt cắt phức tạp của hình cầu.
Mặc dù Utzon đã có một thiết kế tuyệt vời cho phần nội thất của những phòng biểu diễn, nhưng ông lại không có khả năng thực hiện được phần này. Vào giữa năm 1965, chính phủ đảng Tự do của Robert Askin được bầu lên, Utzon nhanh chóng có xung đột với tân bộ trưởng bộ Lao động là Davis Hughes. Trong một nỗ lực quản lý việc leo thang giá cả của công trình, Heghes bắt đầu chất vấn tác giả Utzon về thiết kế, thời gian hoàn thành cũng như ước tính giá cả công trình. Cuối cùng Hughes quyết định ngừng trả tiền cho Utzon, người mà trước đó, vào tháng 2 năm 1966, bị ép nhận chức kiến trúc sư trưởng công trình. Ngay sau đó, Utzon rời Úc về nước và không bao giờ quay lại. Công trình này được hoàn thành vào năm 1973 và được Nữ hoàng Anh Elizabeth II cắt băng khánh thành. Về phần mình, Jorn Utzon chưa hề được tận mắt nhìn thấy công trình của mình từ đó đến nay.
Năm 2000, ông đã tham gia vào việc thiết kế cải tạo lại công trình, đặc biệt là khu vực phòng lớn đón tiếp. Tháng 3 năm 2003, Utzon được trao tặng chức Tiến sĩ danh dự của Đại học Sydney cho công trình Nhà hát Opera Sydney. Con trai của Utzon đã đến nhận thay cho Jorn Utzon vì ông đã quá yếu để đến được Úc. Ông cũng được Huân chương của Úc (the Order of Australia) và chiếc Chìa khóa thành phố Sydney. Cũng trong năm 2003, Jorn Utzon được trao tặng giải thưởng Pritzker, giải thưởng cao nhất về kiến trúc trên thế giới.
Jørn Utzon từ trần ngày 29 tháng 11 năm 2008, hưởng thọ 90 tuổi.

## Một số công trình thiết kế
- Dự án nhà ở Planetstaden, Lund, Thụy Điển, 1958
- Dự án nhà ở Kingohusene, Helsingør, 1960
- Nhà quốc hội Kuwait, 1972
- Can Lis, Mallorca, Tây Ban Nha, 1972
- Nhà thờ Bagsværd, Copenhagen, Đan Mạch, 1976
- Cửa hàng đồ gia dụng Paustian, Copenhagen, 1987
- Can Feliz, Mallorca, 1995

## Giải thưởng và Vinh dự
- 1967 Huy chương C.F.Hansen
- 1973 Huy chương vàng của Viện kiến trúc sư Úc
- 1978 Huy chương vàng Hoàng gia Anh về Kiến trúc
- 1980 Giải Daylight and Building Component
- 1982 Huy chương Alvar Aalto
- 1987 Giải kiến trúc Nykredit[1]
- 1992 Huy chương John Sulman
- 1992 Giải Wolf về Nghệ thuật
- 1998 Giải Sonning
- 2003 Giải thưởng kiến trúc Pritzker